# Burni Pematang Tamiang
Burni Pematang Tamiang är ett berg i Indonesien.   Det ligger i provinsen Sumatera Utara, i den västra delen av landet, 1 500 km nordväst om huvudstaden Jakarta. Toppen på Burni Pematang Tamiang är 1 630 meter över havet, eller 164 meter över den omgivande terrängen. Bredden vid basen är 3,3 km.
Terrängen runt Burni Pematang Tamiang är kuperad åt nordväst, men åt sydost är den bergig. Trakten runt Burni Pematang Tamiang är nära nog obefolkad, med mindre än två invånare per kvadratkilometer. I omgivningarna runt Burni Pematang Tamiang växer i huvudsak städsegrön lövskog.